# Christian Galschiøt
Henrik Christian Valentin Galschiøt, född 13 september 1831 i Vester Egede på Själland, död 8 maj 1919 i Roskilde, var en dansk trädgårdsmästare. 
Galschiøt, som var son till prästen Chr. Ludv. Galschiøt och Cathrine Marie Kynde, sattes han i trädgårdslära på Hardenberg, och efter vistelser i Fredensborgs och Rosenborgs slottsträdgårdar samt i Botanisk Have i Köpenhamn avlade han 1854 trädgårdsexamen. Han anställdes därefter som trädgårdsmästare på Aggersvold, senare på Holsteinborg och på Ledreborg från 1858. Han besvarade en av Selskabet til Havedyrkningens Fremme i 1871 utställd prisuppgift: Vejledning i Havebrug for mindre Jordbrugere (utkom 1876). Med understöd av samme sällskap utgav han vidare 1879 Vejledning i Dyrkning af Handelsplanter og Rodfrugter samt Frøavl for den mindre Jordbruger. Denna skrift var också svar på en av sällskapet utställd prisuppgift. Vidare medverkade han vid utgivningen av den nya upplagan av Christian Jensens Dansk Havebog, som besörjdes av Emil Rostrup; hans medverkan omfattade främst översynen av köksträdgården. Han skrev även mindre artiklar och bokanmälningar i Tidsskrift for Havevæsen, Dansk Havetidende, Gartnertidende, i lantbrukstidningarna och i dagspressen. Med understöd av inrikesministeriet och det Kongelige danske Haveselskab företog Galschiøt 1882 en resa till Quedlinburg och Georg Julius Bøghs trädgårdar vid Horsens i syfte att studera fröodling. Berättelsen från denna resa publicerades i Ugeskrift for Landmæn 1883.